# Флоранж (кантон)
Флора́нж (фр. Florange) — упразднённый кантон во Франции, в регионе Лотарингия, департамент Мозель, округ Тьонвиль-Эст.
Численность населения кантона в 2007 году составляла 18414 человек. Код INSEE кантона — 5739. В результате административной реформы кантон упразднён. До марта 2015 года в состав кантона входило 2 коммуны, административный центр — коммуна Флоранж.

## Коммуны кантона
| Коммуна | Население | Почтовый индекс | Код INSEE |
| ------- | --------- | --------------- | --------- |
| Флоранж | 10 778    | 57190           | 57221     |
| Юканж   | 7 905     | 57270           | 57683     |